# قتلهم بلطف (فلم 2012)
قتلهم بلطف (بالإنجليزية: Killing Them Softly) هو فيلم جريمة أمريكي 2012 للمخرج أندرو دومينيك ومن بطولة براد بيت، مقتبس عن رواية «تجارة كوغان» (بالإنجليزية: Cogan's Trade) للكاتب جورج ف. هيغينزز عام 1974. عرض الفيلم لأول مرة في 22 مايو، 2012 للمنافسة على جائزة السعفة الذهبية في مهرجان كان السينمائي، متلقياً مراجعات أيجابية مبكرة.
تدور أحداث الفيلم حول جاكي كوجان الذي يؤجر لإعادة الأمور إلى مجاريها بعد أن قام ثلاثة رجال بالسطو على لعبة قمار تابعة للمافيا مما تسبب بانهيار الاقتصاد الإجرامي المحلي.

## روابط خارجية
- مقالات تستعمل روابط فنية بلا صلة مع ويكي بيانات